# Vajanského nábřeží
Vajanského nábřeží (kdysi[kdy?] Justilände nebo Justi-sor) je nábřeží na levém břehu Dunaje v Bratislavě v městské části Staré Město.
Začíná na Náměstí Ľudovíta Štúra a končí na Šafárikově náměstí.
Stojí zde Slovenské národní muzeum a památník vzniku Československa.